# Konrad Wasielewski
Konrad Henryk Wasielewski (Szczecin, 19 december 1984) is een Pools voormalig roeier. Wasielewski maakte zijn debuut met de wereldtitel in de dubbel-vier tijdens de wereldkampioenschappen roeien 2005, deze wereldtitel prolongeerde hij in total drie tijdens de wereldkampioenschappen roeien 2006, 2007 en 2009 en teven werd Wasielewski olympisch kampioen tijdens de Olympische Zomerspelen 2008. Deze titels won hij telkens aan de zijde van Michał Jeliński, Marek Kolbowicz en Adam Korol. Bij Wasielewski zijn tweede Olympische deelname werd hij zesde in de dubbel-vier. Een jaar sloot Wasielewski zijn carrière af.

## Resultaten
- Wereldkampioenschappen roeien 2005 in Kaizu  in de dubbel-vier
- Wereldkampioenschappen roeien 2006 in Eton  in de dubbel-vier
- Wereldkampioenschappen roeien 2007 in München  in de dubbel-vier
- Olympische Zomerspelen 2008 in Peking  in de dubbel-vier
- Wereldkampioenschappen roeien 2009 in Poznań  in de dubbel-vier
- Wereldkampioenschappen roeien 2011 in Bled 4e in de dubbel-vier
- Olympische Zomerspelen 2012 in Londen 6e in de dubbel-vier
- Wereldkampioenschappen roeien 2013 in Chungju 15e in de dubbel-vier

1976: Wolfgang Güldenpfennig & Rüdiger Reiche & Karl-Heinz Bußert & Michael Wolfgramm ·
1980: Frank Dundr & Carsten Bunk & Uwe Heppner & Martin Winter ·
1984: Albert Hedderich & Raimund Hörmann & Dieter Wiedenmann & Michael Dürsch ·
1988: Agostino Abbagnale & Davide Tizzano & Gianluca Farina & Piero Poli ·
1992: André Willms & Hajek & Steinbach & Stephan Volkert] ·
1996: André Steiner & Stephan Volkert & Andreas Hajek & André Willms ·
2000: Agostino Abbagnale & Alessio Sartori & Rossano Galtarossa & Simone Raineri ·
2004: Nikolai Spinev & Igor Kravtsov & Aleksei Svirin & Sergej Fedorovstev ·
2008: Michał Jeliński & Marek Kolbowicz & Adam Korol & Konrad Wasielewski ·
2012: Karl Schulze & Philipp Wende & Lauritz Schoof & Tim Grohmann ·
2016: Karl Schulze & Philipp Wende & Lauritz Schoof & Hans Gruhne ·
2020: Dirk Uittenbogaard & Abe Wiersma & Tone Wieten & Koen Metsemakers ·
2024: Koen Metsemakers & Tone Wieten & Finn Florijn & Lennart van Lierop